# Asteia concinna
Asteia concinna ist eine Fliege aus der Familie der Feinfliegen (Asteiidae).

## Merkmale
Die Fliegen erreichen eine Körperlänge von 2,0 bis 2,5 Millimetern. Sie haben einen schlanken Körper mit langgestreckten Flügeln. Der Thorax, die Beine und der Hinterleib sind hellgelb, das Mesonotum ist schwarz. Der Kopf ist oberseits dunkelbraun, unten gelb. Dem Gesicht fehlt unterseits ein weißer Querstreifen, es trägt jedoch vor dem Mund ein Paar schwarzer Punkte. Die Fühlerborste (Arista) ist lang und wenig verästelt. Die Flügel haben keine Alula und Querader Tp, die Ader M3+4 verläuft gerade. 

## Vorkommen und Lebensweise
Die Tiere kommen von Westeuropa bis Ostasien vor. Man findet die Tiere im Sommer auf sandigem Trockenrasen. 